# Robert Drinan
Robert Frederick Drinan (15. november 1920 – 28. januar 2007) var en romersk-katolsk jesuitterpræst, advokat, menneskeretsforkæmper og medlem af repræsentanternes Hus for demokraterne fra staten Massachusetts. Han var desuden juraprofessor ved Georgetown University Law Center i de sidste 26 år af sit liv.

## Uddannelse og juridisk karriere
Drinan voksede op i Hyde Park i Massachusetts og bestod afgangseksamen fra Hyde Park High School i 1938. Han blev B.A. og M.A. fra Boston College i 1942 og sluttede sig til jesuitterordenen samme år. Han blev ordineret som katolsk præst i 1953 og fik de juridiske grader LL.M. og LL.B. fra Georgetown University Law Center i 1950 og en doktorgrad i teologi fra Gregorian University i Rom i 1954. I løbet af sit liv modtog han desuden i alt 21 æresgrader.
Han studerede to år i Firenze, før han vendte tilbage til Boston, hvor han modtog sin advokatbestalling i 1956. Han var dekan for Boston College Law School fra 1956 til 1970, samtidig med at han i dette tidsrum underviste som professor i familieret og i spørgsmål om adskillelse mellem kirke og stat. Desuden var han også gæsteprofessor ved andre læreanstalter, bl.a. University of Texas School of Law og sad i adskillige kommissioner under staten Massachusetts, som beskæftigede sig med juridisk relaterede emner som aflønning af domstolsansatte og advokaters interessekonflikter.

## Medlem af Kongressen
I 1970 opstillede Drinan til en plads i USA's kongres på et program om modstand mod Vietnamkrigen og vandt en snæver sejr i Demokraternes primærvalg over den længe siddende repræsentant, Philip J. Philbin, som var medlem af Repræsentanternes Hus' militærudvalg. Drinan vandt derpå også selve valget til Repræsentanternes Hus og blev genvalgt fire gange, så han var medlem af huset fra 1971 til 1981. Han var den første af to romersk-katolske præster (dem anden var Robert John Cornell fra Wisconsin) som blev stemmeberettiget medlem af kongressen. Drinan var medlem af forskellige komiteer i Repræsentanternes Hus og var formand for underkomiteen for strafferet under House Judiciary Committee. Desuden var han delegeret ved det demokratiske nationalkonvent 1972.
I juli 1973 var Drinan det første medlem af kongressen til at fremsætte en resolution om at indlede en rigsretssag mod præsident Richard Nixon, omend det ikke var i anledning af Watergate-skandalen, som til sidst endte med at koste Nixon præsidentværdigheden, men fordi Drinan anså Nixons hemmelige bombning of Cambodia for ulovlig, og at den derfor udgjorde "high crimes and misdemeanours" ifølge USA's forfatning. Den juridiske komite afviste imidlertid med stemmerne 21 – 12 at inkludere den anklage i den anmodning om rigsret, som senere blev godkendt og overgivet til Repræsentanternes Hus. Som medlem af den juridiske komite tog Drinan del i kongressens undersøgelse af Nixon-administrationens og misgerninger og lovovertrædelser.
Gennem Drinans politiske karriere tiltrak hans vedvarende støtte til retten til abort betydelig modstand fra kirkeledere, som i øvrigt ved gentagne lejligheder havde forlangt, at han ikke skulle indehave et politisk embede i det hele taget. Drinan forsøgte at bringe sin stillingtagen i overensstemmelse med kirkens officielle doktrin ved at erklære, at han personligt var modstander af abort og anså den for "nærmest børnedrab",, men at lovligheden af abort var et andet spørgsmål end dens moralske indhold. Dette argument stillede ikke hans kritikere tilfreds. Ifølge Wall Street Journal spillede Drinan en nøglerolle for, at synspunktet "kvindens eget valg" blev et almindeligt standpunkt, f.eks. blandt politikerne i Kennedy-familien.

I 1980 forlangte pave Johannes Paul 2. utvetydigt, at alle præster skulle trække sig tilbage fra politiske valg. Drinan fulgte dette og søgte derfor ikke genvalg. "'It is just unthinkable,' he said of the idea of renouncing the priesthood to stay in office. 'I am proud and honored to be a priest and a Jesuit. As a person of faith I must believe that there is work for me to do which somehow will be more important than the work I am required to leave.'" 
| „ | "Det er helt utænkeligt", sagde han om ideen om at opgive sit præsteskab for at forblive i embedet. "Jeg er stolt og beæret over at være præst og jesuit. Som troende menneske må jeg tro, at der er arbejde for mig at gøre, som på en eller anden måde vil være vigtigere end det, jeg er tvunget til at forlade". | “ |
|   | — |   |

Efter hans død ærede kongresmedlemmerne Drinans minde med et øjebliks stilhed i Repræsentanternes Hus den 29. januar 2007.

## Undervisning, skribentvirksomhed og senere liv
Drinan underviste ved Georgetown University Law Center i Washington D.C. fra 1981 til 2007, hvor hans akademiske arbejde og forelæsninger fokuserede på juridisk etik og internationale menneskerettigheder. Han støttede privat udsendelse af menneskerettighedsobservatører til lande som Chile, Philippinerne, El Salvador og Vietnam. I 1987 grundlagde han Georgetown Journal of Legal Ethics. Han bidrog regelmæssigt til tidsskriftet law review og til aviser og udgav adskillige bøger, bl.a. The Mobilization of Shame: A World View of Human Rights, udgivet af Yale University Press i 2001.
Drinan fortsatte med at være talsmand for retten til abort, til stor irritation for den katolske kirke, og han udtalte også sin støtte til præsident Bill Clintons veto mod anti-abortloven i 1996.
I sin ugentlige spalte i Catholic New York,
tog kardinal John O'Connor skarpt afstand fra Drinan. "De kunne have talt for livet; De talte for døden" skrev kardinalen, "hvilket næppe er en advokats rolle. Det er bestemt ikke en rolle for en præst."
Drinan døde af lungebetændelse og hjerteanfald den 29. januar 2007 i Washington, D.C.